# Tina Marinšek
Tina Marinšek, slovenska pevka in avtorica glasbe ter besedil, * 14. julij 1985, Kranj.
Leta 2006 je postala glavna vokalistka v skupini Tabu, na tem mestu je nadomestila Nino Vodopivec. S Tabu se je leta 2015 razšla, odtlej deluje kot samostojna ustvarjalka in izvajalka.

## Posnetki
Sodelovanja
- Zlatko - »Mi je žal«
- Andrej Šifrer - »Taki ljudje«

Albumi s Tabu
- 42 (2009)
- Hvala za ribe! (2013)
- Dan 202 (+DVD) (2014)